# ESR1
ESR1 (англ. Estrogen receptor 1) – білок, який кодується однойменним геном, розташованим у людей на короткому плечі 6-ї хромосоми. Довжина поліпептидного ланцюга білка становить 595 амінокислот, а молекулярна маса — 66 216.
| 10         |  | 20         |  | 30         |  | 40         |  | 50         |
| ---------- |  | ---------- |  | ---------- |  | ---------- |  | ---------- |
| MTMTLHTKAS |  | GMALLHQIQG |  | NELEPLNRPQ |  | LKIPLERPLG |  | EVYLDSSKPA |
| VYNYPEGAAY |  | EFNAAAAANA |  | QVYGQTGLPY |  | GPGSEAAAFG |  | SNGLGGFPPL |
| NSVSPSPLML |  | LHPPPQLSPF |  | LQPHGQQVPY |  | YLENEPSGYT |  | VREAGPPAFY |
| RPNSDNRRQG |  | GRERLASTND |  | KGSMAMESAK |  | ETRYCAVCND |  | YASGYHYGVW |
| SCEGCKAFFK |  | RSIQGHNDYM |  | CPATNQCTID |  | KNRRKSCQAC |  | RLRKCYEVGM |
| MKGGIRKDRR |  | GGRMLKHKRQ |  | RDDGEGRGEV |  | GSAGDMRAAN |  | LWPSPLMIKR |
| SKKNSLALSL |  | TADQMVSALL |  | DAEPPILYSE |  | YDPTRPFSEA |  | SMMGLLTNLA |
| DRELVHMINW |  | AKRVPGFVDL |  | TLHDQVHLLE |  | CAWLEILMIG |  | LVWRSMEHPG |
| KLLFAPNLLL |  | DRNQGKCVEG |  | MVEIFDMLLA |  | TSSRFRMMNL |  | QGEEFVCLKS |
| IILLNSGVYT |  | FLSSTLKSLE |  | EKDHIHRVLD |  | KITDTLIHLM |  | AKAGLTLQQQ |
| HQRLAQLLLI |  | LSHIRHMSNK |  | GMEHLYSMKC |  | KNVVPLYDLL |  | LEMLDAHRLH |
| APTSRGGASV |  | EETDQSHLAT |  | AGSTSSHSLQ |  | KYYITGEAEG |  | FPATV      |

A: Аланін

C: Цистеїн

D: Аспарагінова кислота

E: Глутамінова кислота

F: Фенілаланін

G: Гліцин

H: Гістидин

I: Ізолейцин

K: Лізин

L: Лейцин

M: Метіонін

N: Аспарагін

P: Пролін

Q: Глутамін

R: Аргінін

S: Серин

T: Треонін

V: Валін

W: Триптофан

Кодований геном білок за функціями належить до рецепторів, активаторів, фосфопротеїнів. 
Задіяний у таких біологічних процесах, як транскрипція, регуляція транскрипції, альтернативний сплайсинг. 
Білок має сайт для зв'язування з ліпідами, іонами металів, іоном цинку, ДНК, стероїдами. 
Локалізований у клітинній мембрані, цитоплазмі, ядрі, мембрані, апараті гольджі.